# Pascal Petlach
Pascal Petlach (18 gennaio 1999) è un calciatore austriaco, difensore del Wiener Neudorf.

## Caratteristiche tecniche
È un difensore centrale.

## Carriera
Formatosi nei settori giovanili del Wiener Neustadt e della stessa Admira Wacker, ha esordito fra i professionisti il 22 ottobre 2017 nell'incontro di Fußball-Bundesliga pareggiato 1-1 contro il RB Salisburgo.

## Statistiche
Statistiche aggiornate al 23 novembre 2020.

### Presenze e reti nei club
| Stagione        | Squadra          | Campionato      | Campionato | Campionato | Coppe nazionali | Coppe nazionali | Coppe nazionali | Coppe continentali | Coppe continentali | Coppe continentali | Altre coppe | Altre coppe | Altre coppe | Totale | Totale | Totale |
| Stagione        | Squadra          | Comp            | Pres       | Reti       | Comp            | Pres            | Reti            | Comp               | Pres               | Reti               | Comp        | Pres        | Reti        | Pres   | Reti   |        |
| --------------- | ---------------- | --------------- | ---------- | ---------- | --------------- | --------------- | --------------- | ------------------ | ------------------ | ------------------ | ----------- | ----------- | ----------- | ------ | ------ | ------ |
| 2017-2018       | Admira Wacker M. | BL              | 10         | 0          | CA              | 0               | 0               |                    | -                  | -                  |             | -           | -           | 10     | 0      |        |
| 2018-2019       | Admira Wacker M. | BL              | 5          | 0          | CA              | 0               | 0               | UEL                | 0                  | 0                  |             | -           | -           | 5      | 0      |        |
| 2019-2020       | Admira Wacker M. | BL              | 8          | 1          | CA              | 0               | 0               |                    | -                  | -                  |             | -           | -           | 8      | 1      |        |
| 2020-2021       | Admira Wacker M. | BL              | 2          | 0          | CA              | 1               | 0               |                    | -                  | -                  |             | -           | -           | 3      | 0      |        |
| Totale carriera | Totale carriera  | Totale carriera | 25         | 1          |                 | 1               | 0               |                    | 0                  | 0                  |             | -           | -           | 26     | 1      |        |